# Number Ones (Janet Jackson)
The Best eller Number Ones er det andet opsamlingsalbum, Janet Jackson har udgivet. Albummet indeholder Janets største hits fra 1980'erne og frem til i dag. I den første uge efter udgivelsen havde albummet solgt 37.000 eksemplarer i USA. "Make Me", som er et bonustrack blev udgivet som single den 22. september 2009. Singlen nåede 1. pladsen på Hot Dance Clubs Songs hitlisten i USA. I Italien kom "Make Me" i top 50, mens den kom i top 20 i Japan og top 75 i Storbritannien.

## Indhold

### Disc 1
1. "What Have You Done for Me Lately"
2. "Nasty"
3. "When I Think of You"
4. "Control"
5. "Let’s Wait Awhile"
6. "The Pleasure Principle"
7. "Diamonds" (Herb Alpert & Janet)
8. "Miss You Much"
9. "Rhythm Nation"
10. "Escapade"
11. "Alright"
12. "Come Back to Me"
13. "Black Cat"
14. "Love Will Never Do (Without You)"
15. "The Best Things in Life are Free" (Luther Vandross & Janet Jackson med BBD og Ralph Tresvant)
16. "That’s the Way Love Goes"

### Disc 2
1. "If"
2. "Again"
3. "Because of Love"
4. "Any Time, Any Place"
5. "Scream" (Michael Jackson & Janet)
6. "Runaway"
7. "Got Til Its Gone" (Janet feat. Joni Mitchell & Q-Tip)
8. "Together Again"
9. "I Get Lonely"
10. "Go Deep" (Janet feat. BLACKstreet]
11. "What’s it Gonna Be" (Busta Rhymes feat. Janet)
12. "Doesn’t Really Matter"
13. "All for You"
14. "Someone to Call My Lover"
15. "All Nite (Don’t Stop)"
16. "Call on Me" (Janet & Nelly)
17. "Feedback"
18. "Whoops Now"
19. "Make Me"